# Anna Roggenburk
Anna Roggenburk (* 2003) ist eine US-amerikanische Tennisspielerin.

## Karriere
Roggenburk spielte für die Magnificat High School und wurde 2018 und 2019 Staatsmeisterin der OHSAA Division. Sie spielt seit 2020 für die Musketeers der Xavier University.
2021 erhielt sie eine Wildcard für die Qualifikation zu den Tennis in the Land 2021, einem Turnier der WTA Tour. Sie verlor aber bereits in der ersten Runde gegen Emina Bektas mit 0:6 und 1:6. Weitere Spiele auf WTA- oder ITF-Level sind für sie bisher nicht verzeichnet.